# Monumento natural Morros de Macaira
El Monumento Natural Morros de Macaira es un monumento natural ubicado en el Estado Guárico de Venezuela. Su formación comenzó el 12 de diciembre de 1978. Abarca un área de 99 ha. En toda la región, es común encontrar macizos de roca calizas, cuevas surcadas pequeños cursos de agua y profundas cimas verticales.
El Monumento Natural Morros de Macaira se encuentra en el Municipio José Tadeo Monagas. El lindero oeste del monumento está determinado por la carretera que comunica Altagracia de Orituco con San Francisco de Macaira.
Su mayor atractivo es la formación calcárea de gran valor paleontológico y ambiental. Está constituido por tres macizos, los cuales albergan numerosas cuevas surcadas por torrentes fluviales.
La vegetación está compuesta principalmente por bosques semicaducos y matorrales semicaducos en la región de bosques montanos de la cordillera de la costa de Venezuela.
Actualmente la alcaldía del Municipio José Tadeo Monagas junto con la Gobernación del Estado Guárico están en un trabajo de una "explotación minera" en este monumento natural.